# Silver Knights de Henderson
Les Silver Knights de Henderson sont une franchise professionnelle de hockey sur glace de la Ligue américaine de hockey en Amérique du Nord.

## Histoire
L'équipe est créé à la suite du déménagement du Rampage de San Antonio, en 2020,.

### Nom et identité visuelle
Tant le nom, Silver Knights, que le logo de la franchise font référence au club affilié dans la LNH, les Golden Knights de Vegas.
L'emblème, lui, possède une forme similaire à celui des Golden Knights. À l'intérieur, on retrouve un cheval de bataille, élément indispensable au chevalier dans son parcours pour devenir un guerrier d'élite, soit la fonction qu'a l'équipe de la LAH pour celle de la LNH.
Dans le détail, le masque du cheval forme un « H » argenté et stylisé, qui représente la première lettre de Henderon, à l'image du « V » qui figure sur le logo des Golden Knights, pour Vegas. Le doré des yeux fait également référence à l'une des couleurs principales de la franchise de la LNH. Finalement, les 20 lignes de la cotte de mailles et les 21 rivets de l'armure symbolisent 2020-2021, la saison inaugurale des Silver Knights.|

## Statistiques
| Saison    | PJ | V  | D  | DP | DTB | BP  | BC  | Pts | Classement             | Séries éliminatoires                                |
| --------- | -- | -- | -- | -- | --- | --- | --- | --- | ---------------------- | --------------------------------------------------- |
| 2020-2021 | 39 | 25 | 13 | 0  | 1   | 125 | 102 | 51  | 1er division Pacifique | Séries annulées à cause de la pandémie de Covid-19. |
| 2021-2022 | 68 | 35 | 28 | 4  | 1   | 209 | 203 | 75  | 6e division Pacifique  | Éliminés au 1er tour                                |
| 2022-2023 | 72 | 29 | 38 | 0  | 5   | 201 | 221 | 63  | 9e division Pacifique  | Non qualifiés                                       |
| 2023-2024 | 72 | 28 | 36 | 3  | 5   | 190 | 243 | 64  | 8e division Pacifique  | Non qualifiés                                       |
| 2024-2025 | 72 | 29 | 38 | 3  | 2   | 202 | 251 | 63  | 10e division Pacifique | Non qualifiés                                       |

## Personnalités

### Joueurs actuels
| No    | Nom                | Nat. | Position       | Arrivée |
| ----- | ------------------ | ---- | -------------- | ------- |
| +001, | Cameron Whitehead  |      | Gardien de but |         |
| +004, | Mason Geertsen     |      | Défenseur      |         |
| +006, | Chase Pauls        |      | Défenseur      |         |
| +011, | Mason Morelli – A  |      | Attaquant      |         |
| +012, | Jakub Brabenec     |      | Attaquant      |         |
| +013, | Jakub Demek        |      | Attaquant      |         |
| +018, | Robert Hägg        |      | Défenseur      |         |
| +024, | Trevor Connelly    |      | Attaquant      |         |
| +025, | Matyáš Šapovaliv   |      | Attaquant      |         |
| +026, | Alexander Holtz    |      | Attaquant      |         |
| +028, | Tanner Laczynski   |      | Attaquant      |         |
| +029, | Lucas Johansen     |      | Défenseur      |         |
| +030, | Carl Lindbom       |      | Gardien de but |         |
| +032, | Jesper Vikman      |      | Gardien de but |         |
| +034, | Jordan Papirny     |      | Gardien de but |         |
| +036, | Raphael Lavoie     |      | Attaquant      |         |
| +040, | Akira Schmid       |      | Gardien de but |         |
| +041, | Brandon Hickey     |      | Défenseur      |         |
| +042, | Braeden Bowman     |      | Attaquant      |         |
| +044, | Christoffer Sedoff |      | Défenseur      |         |
| +045, | Jake Bischoff – C  |      | Défenseur      |         |
| +046, | Jonas Røndbjerg    |      | Attaquant      |         |
| +050, | Joe Fleming        |      | Défenseur      |         |
| +051, | Lukas Cormier      |      | Défenseur      |         |
| +052, | Artur Cholach      |      | Défenseur      |         |
| +053, | Simon Pinard       |      | Attaquant      |         |
| +053, | Bear Hughes        |      | Attaquant      |         |
| +059, | Jordan Sambrook    |      | Défenseur      |         |
| +063, | Ben Hemmerling     |      | Attaquant      |         |
| +065, | Dysin Mayo         |      | Défenseur      |         |
| +068, | Cal Burke          |      | Attaquant      |         |
| +072, | Gage Quinney – A   |      | Attaquant      |         |
| +075, | Mitch McLain       |      | Attaquant      |         |
| +077, | Kai Uchacz         |      | Attaquant      |         |
| +079, | Viliam Kmec        |      | Défenseur      |         |
| +089, | Riley McKay        |      | Attaquant      |         |
| +091, | Jett Jones         |      | Attaquant      |         |
| +092, | Sloan Stanick      |      | Attaquant      |         |

### Capitaines
- Patrick Brown (2020-2021)
- Ryan Murphy (2021)
- Brayden Pachal (2022-2023)
- Jake Bischoff (depuis 2023)

### Entraîneurs
- Emanuel Viveiros (2020-2023)
- Ryan Craig (depuis 2023)